# Drăgoești (Vâlcea)
Drăgoeşti es una comuna ubicada en el distrito Vâlcea, Rumania.

## Superficie
Posee una superficie de 28,58 kilómetros cuadrados.

## Demografía
Hasta 2021 la población era de 1724 habitantes, con una densidad de población de 60,32 habitantes por kilómetro cuadrado.